# Ormsjön, Dalsland
Ormsjön är en sjö i Färgelanda kommun i Dalsland och ingår i Örekilsälvens huvudavrinningsområde.